# St. Hubertus (Kufferath)

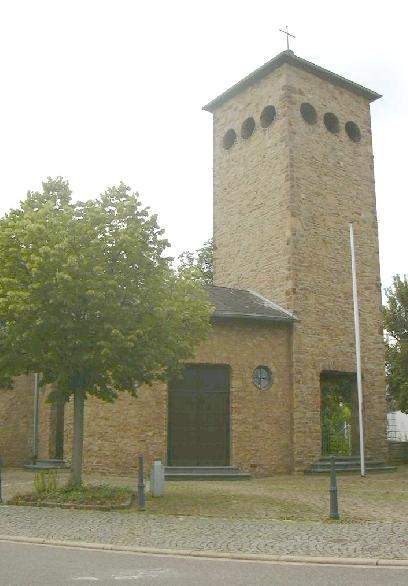
St.-Hubertus-Kapelle

Die Kapelle St. Hubertus steht in Kufferath, einem Stadtteil von Düren in Nordrhein-Westfalen. Sie ist eine Filialkirche der Gemeinde St. Michael in Lendersdorf.
Die Kirche wurde in den Jahren 1952 bis 1957 zur Erinnerung an die Opfer beider Weltkriege erbaut und am 30. August 1959 eingeweiht. Die Buntglasfenster der Kirche wurden von Monika Rötten geschaffen.